# マスード・ハジ・アーホンドザーデ
マスード・ハジ・アーホンドザーデ（Masoud Haji Akhondzadeh 1978年4月29日- ）はイランのマシュハド出身の柔道選手。階級は60kg級。身長173cm。

## 人物
2001年のアジア選手権60kg級で優勝すると、2002年のアジア大会でも優勝した。世界学生では2位になった。2003年の世界選手権では7位だった。2004年のアテネオリンピックでは準決勝でグルジアのネストル・ヘルギアニに技ありで敗れると、3位決定戦でも韓国の崔敏浩に背負投で敗れて5位にとどまった。2006年のアジア大会では3位だったが、2007年のアジア選手権で優勝した。2008年の北京オリンピックでは2回戦で崔敏浩に一本背負投で敗れるなどして9位だった。

## 主な戦績
- 1998年 - 世界軍人選手権大会　2位
- 1999年 -　アジア選手権　3位
- 2000年 - 世界軍人選手権大会　2位
- 2001年 -　アジア選手権　優勝
- 2002年 -　アジア大会　優勝
- 2002年 - 世界学生　2位
- 2003年 - 世界選手権　7位
- 2004年 - アテネオリンピック　5位
- 2006年 -　アジア大会　3位
- 2007年 - ドイツ国際　3位
- 2007年 -　アジア選手権　優勝
- 2008年 -　アジア選手権　2位
- 2008年 -　北京オリンピック　9位

(出典)。